# Franz Makowiczka
Franz Makowiczka (* 7. Mai 1811 in Hagensdorf, Böhmen; † 22. Januar 1890 in Erlangen) war ein  deutscher Nationalökonom und Politiker. 

## Leben
Makowiczka studierte zwischen 1829 und 1835 Philosophie und Rechtswissenschaften in Prag. Er promovierte dort auch zum Dr. jur. Zwischen 1842 und 1845 war er Adjunkt des Juridisch-Politischen Studiums in Prag. Zwischen 1846 und 1849 war er Professor in Krakau. Von 1849 bis zum Verbot 1850 war Makowiczka Schriftleiter der „Deutschen Zeitung aus Böhmen.“ Danach war er Dozent beziehungsweise Privatdozent für Statistik und Mitarbeiter der Rechts- und Staatswissenschaftlichen Enzyklopädie in Prag. Danach war er von 1852 bis 1890 ordentlicher Professor für Staatswissenschaften in Erlangen. Der Titel ist insofern missverständlich, da er insbesondere Nationalökonomie lehrte, die aber noch in den juristisch-staatswissenschaftlichen Bereich integriert war. Er war Mitarbeiter des Deutschen Staatswörterbuchs von Bluntschli. Er war außerdem Autor verschiedener rechtswissenschaftliche und ökonomischer Schriften. 

## Politik
In politischer Hinsicht war Makowiczka ab April 1848 Mitglied des Vereins der Deutschen aus Böhmen, Mähren und Schlesien zur Aufrechterhaltung ihrer Nationalität. Er wurde zum Abgeordneten der Frankfurter Nationalversammlung für den Kreis Saaz in Böhmen gewählt. Er gehörte dem Württemberger Hof und später dem Zentralmärzverein an. Makowiczka war Mitglied des Volkswirtschaftlichen Ausschusses, des Ausschusses zur Begutachtung und Berichterstattung der österreichisch-slawischen Frage sowie des Ausschusses zur Begutachtung und Berichterstattung über die Vorlage des Reichsministeriums über das österreichische Verhältnis zur Bildung eines Bundesstaates der deutschen Länder. Zwischen dem 26. April 1849 und dem 30. Mai 1849 war er Schriftführer der Nationalversammlung. 
In den 1860er Jahren trat er zusammen mit anderen Erlanger Professoren für die Verwirklichung der Deutschen Einheit ein. Er gehörte zu den führenden Liberalen in Erlangen. Zwischen 1869 und 1873 war er Abgeordneter des Bayerischen Landtages. Wegen seiner Kritik gegenüber den Beschlüssen des ersten vatikanischen Konzils trat er vom Katholizismus zur altkatholischen Kirche über. 
Im Jahr 1877 wurde er zum Ehrenbürger von Erlangen ernannt. 